# معركة البقيعة
معركة البقيعة حدثت عام 1163 و فيها هزم نور الدين زنكي هزيمة نادرة من قبل الصليبين.

## الخلفية التاريخية
برهن نور الدين على أنه واحد من أخطر أعداء الممالك الصليبية. حيث بدات إمارته من حلب ثم مالبث أن توسع على حساب الإمارات العربية والممالك الصليبية. حتى استطاع الظفر سنة 1154 بمدينة دمشق. و بعد ذلك فشل هجومهم على شيراز سنة 1157 لتقع بعد ذلك في يد نور الدين. و بعد ذلك ألقي القبض على أرناط سنة 1160. في ديسمبر 1161 ، تزوجت من الإمبراطور البيزنطي مانويل الأول كومنينوس ماري أنطاكية والهدايا أنطاكية هذا الحدث حامية قوية في الإمبراطور.
و فيما بعد تسارع كلا الطرفين للسيطرة على مصر لما علموا من ضعف الدولة الفاطمية التي دخلت في حالة إضمحلال . واتاح شاور لنور الدين التدخل في مصر بعد أن طلب مساعدته لإزاحة الوزير ضرغام والذي بدوره طلب مساعدة عموري الأول.

## المعركة
أثناء تعسكر أسد الدين شيركوه بن شاذي في مصر أرسل نور الدين حملة لتخفيف الضغط عنه. سنة 558 هـ (الموافق لـ 1163م) بتجميع جيوشه والتوجه إلى حصن الأكراد وعسكر في منطقة تدعى البقيعة. تفاجأ جيش نور الدين بظهور رايات الصليبيين. وكانت عبارة عن صدفة مرور حجاج بالقرب من المعسكر وبينهم العديد من الجنود البيزنطيين. وحاول جنودهم دفعهم لكنهم لم يستطيعوا وكثر القتلى والأسرى في صفوف الجيش حتى وصلوا إلى خيمة نور الدين الذي خرج على عجل من خيمته
ولسرعته ركب خيله وفي رجله شبحة. حاول أحد الصليبيين قتله لكنه قطع الشبحة، وسرعان ما أنقذ نور الدين أحد جنوده بقتل من حاول قتله. انسحب نور الدين إلى حمص، ونصب معسكره على بحيرة قدس، وأكرم العطاء لجنده.
أما الصليبيين فإنهم كانوا عازمين على قصد حمص بعد هزمهم لنور الدين، لأنها أقرب البلاد إليهم، فلما بلغهم مقام نور الدين عندها قالوا: إنه لم يفعل هذا إلا وعنده من القَّوة أن يمنعنا. ثم أرسلوا إلى نور الدين في المهادنة فلم يجبهم إليها، فتركوا عند الحصن من يحميه، وعادوا إلى بلادهم وتفرَّقوا.

## النتائج
اعتقد عموري الأول أن الجبهة الشمالية أصبحت آمنة مما دفعه إلى تحريك جيوش إلى مصر لمقابلة أسد الدين سنة 1164 و التي أدت إلى نتيجة كارثية على الصليبين في معركة حارم.